# Кинески Тајпеј на Светском првенству у атлетици у дворани 2022.
Кинески Тајпеј је учествовао на 18. Светском првенству у атлетици у дворани 2022. одржаном у Београду од 18. до 20. марта. У свом шеснаестом учествовању репрезентацију Кинеског Тајпеја представљао је 1 атлетичар који се такмичио у скоку удаљ.,
На овом првенству такмичар Кинеског Тајпеја није освојио ниједну медаљу али је два пута оборио национални и лични рекорд.

## Учесници
Мушкарци:
- Чен Куеи-ру — 60 м препоне

## Резултати

### Мушкарци
| Атлетичар   | Дисциплина   | Лични рекорд | Квалификације         | Квалификације | Полуфинале        | Полуфинале | Финале               | Финале       | Детаљи |
| Атлетичар   | Дисциплина   | Лични рекорд | Резултат              | Место         | Резултат          | Место      | Резултат             | Место        | Детаљи |
| ----------- | ------------ | ------------ | --------------------- | ------------- | ----------------- | ---------- | -------------------- | ------------ | ------ |
| Чен Куеи-ру | 60 м препоне | 7,81 НР      | 7,74(.731) КВ, НР, ЛР | 3. у гр. 6    | 7,67(.668) НР, ЛР | 8. у гр. 2 | Није се квалификовао | 19 / 44 (46) |        |